# Wallenia formonensis
Wallenia formonensis är en viveväxtart som beskrevs av W.S. Judd. Wallenia formonensis ingår i släktet Wallenia och familjen viveväxter. Inga underarter finns listade i Catalogue of Life.